# William Foote Whyte
William Foote Whyte (* 27. Juni 1914; † 16. Juli 2000) war ein bedeutender US-amerikanischer Soziologe. Er gilt als einer der Vorreiter in der Industriesoziologie und war 72. Präsident der  American Sociological Association.

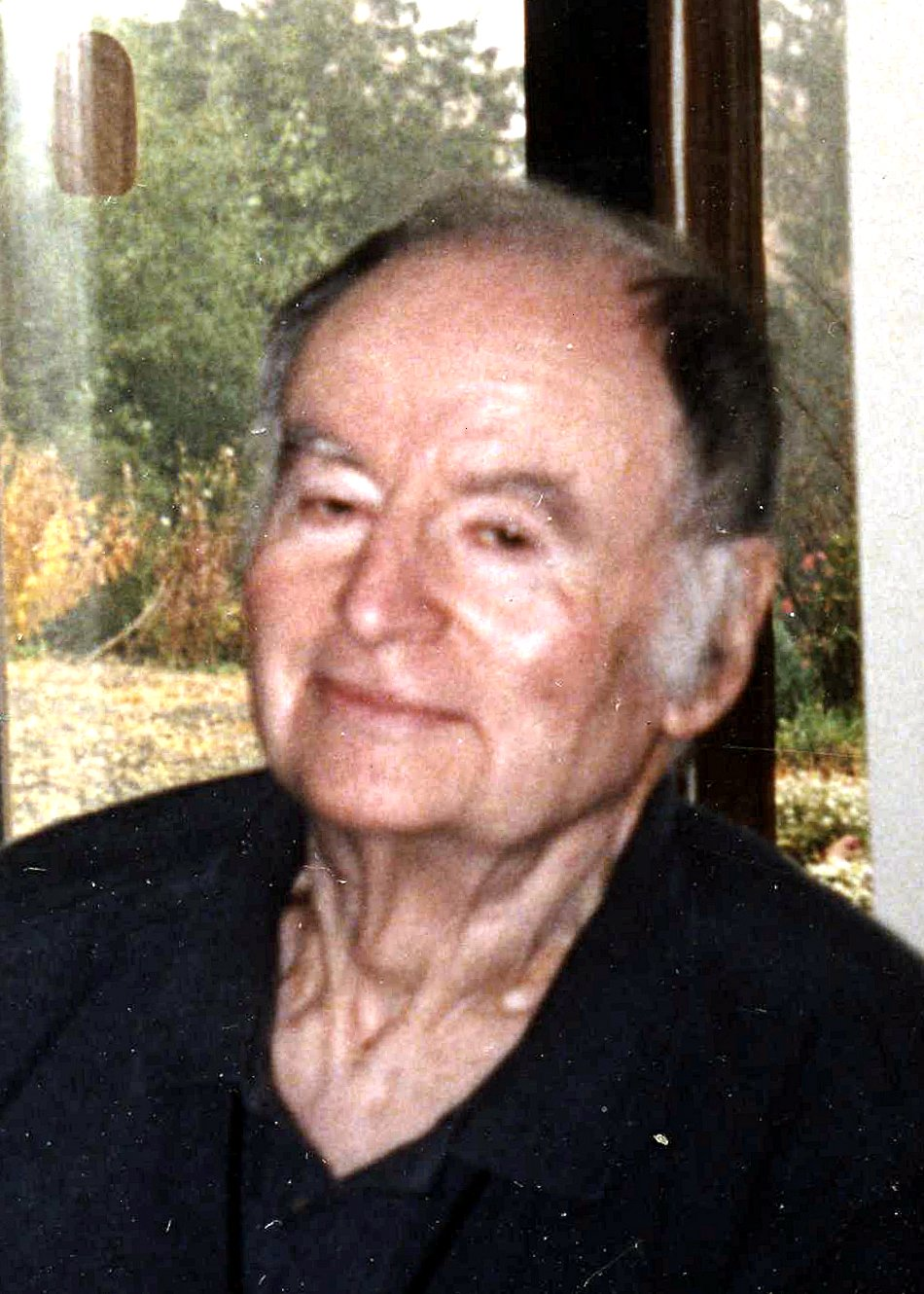
William Foote Whyte (1996)

Als Pionier der teilnehmenden Beobachtung verbrachte er vier Jahre seines Lebens in einem italienischen Viertel von Boston, USA, um die sozialen Zusammenhänge von Straßengangs im Bostoner Stadtteil North End zu untersuchen. Das Ergebnis war sein wohl bekanntestes Werk Die Street Corner Society, eine ethnographische Studie der städtischen Gesellschaft, die 1943 als Dissertation publiziert wurde. Das Werk gilt als klassisches Beispiel teilnehmender Beobachtung.
Whyte, der in einer Akademikerfamilie in der oberen Mittelschicht aufwuchs, zeigte schon früh Interesse an der Schriftstellerei, Wirtschaft und Sozialreformen. Zwischen 1932 und 1936 studierte er in Philadelphia am Swarthmore College. Nach Abschluss von Die Street Corner Society lehrte er ein Jahr an der Universität von Oklahoma. Während dieser Zeit erkrankte er an Kinderlähmung und war anschließend dauerhaft auf Krücken angewiesen.
1944 kehrte er an die University of Chicago zurück, um im Jahr 1948 an die School of Industrial  and Labor Relations der Cornell University, New York zu gehen – und dort den Rest seiner Karriere zu verbringen. Er befasste sich fortan mit den Themenbereichen Sozialreform und Sozialer Wandel. Zu seinem bevorzugten Forschungsgebiet zählten die Zusammenschlüsse von industriellen und landwirtschaftlichen Arbeitskräften in Venezuela, Peru, Guatemala und im Baskenland. Er verfasste hunderte von wissenschaftlichen Artikeln und 20 Bücher. 1960 wurde er in die American Academy of Arts and Sciences gewählt.

## Schriften (Auswahl)
- Die Street Corner Society: Die Sozialstruktur eines Italienerviertels. Berlin/New York: Walter de Gruyter 1996. Nach der 3., durchgesehenen und erweiterten Auflage aus dem Jahr 1981; erste englische Auflage 1943. ISBN 3-11012-259-6.
  - Auszüge in: Daniela Klimke, Aldo Legnaro (Hrsg.), Kriminologische Grundlagentexte, Springer VS, Wiesbaden 2016, ISBN 978-3-658-06503-4, S. 281–289.
- Industry and Society, New York 1946
- Human Relations in the Restaurant Industry, New York 1948
- Pattern for Industrial Peace, New York 1951
- Money and Motivation, New York 1955
- Men at Work, New York 1961
- Organizational Behavior: Theory and Application, Homewood, Illinois 1969
- Organizing for Agricultural Development, New Brunswick, New Jersey 1975
- Pattern for Industrial Peace, New York 1951
- Participant Observer. An autobiography, ILR Press, New York 1994